# Жан-Батист Бруссьє
Жан-Батист Бруссьє (*10 березня 1766 —†13 грудня 1814) — французький військовий діяч, генерал часів Першої Французької імперії, граф.

## Життєпис
Народився у 1766 році у містечку Віль-сюр-Со (Лотарингія, Франція). Походив з незаможної родини. Попри спроби батька зробити його священиком, Жан-Батист обрав для себе кар'єру військовика. 1791 року був зарахований до 3-го батальойону департаменту Мерт. Того ж року стає капітаном. Разом із батальйоном бере участь у боях Північної армії. 1792 року у бою під Вареном зазнає поранення. 1794 року очолює батальйон, разом з яким переведений до Самбро—Мааської армії. Тут в одному з боїв отримує чергове поранення.
У 1797 році призначається очільником 43-ї піхотної бригади в Італійській армії. Тут він відзначився при захопленні міста Ла Спеція, фортеці Чіузи. Цього ж року призначається командиром бригади, на чолі якої воює в Неаполітанському королівстві. Згодом відвоював Неаполь, розбивши армію кардинала Руффо. Згодом очистив від ворога Апулію й Калабрію. За свої успіхи у 1799 році отримує звання бригадного генерала. 1800 року на деякий час повертається до Франції, але незабаром знову воює в Італії. З 1801 до 1803 броку був губернатором Мілана. 1803 року призначається військовим комендантом Парижа.
Після оголошення Французької імперії Жан-Батист Бруссьє підтримав Наполеона Бонапарта. Тому вже у 1805 році стає дивізійним генералом. 1806 року знову вирушає до Італії, де воює з австрійськими військами. Бруссьє також брав участь у битві під Ваграмом. За свою звитягу в ній стає кавалером Ордену Почесного легіону та графом імперії.
У 1812 році бере участь у поході Бонапарта проти Росії. Відважно проявив себе у битвах під Островно, Бородіно, Малоярославецем, Красним. Залишив Росію з 400 вояками. 1813 року очолює 3-ю дивізія Майнцького корпусу. Того ж року Наполеон доручає йому обороняти Страсбург та Кель.
Після зречення Бонапарта присягнув Бурбонам. Його спрямували до департаменту Мез, де Бруссьє помер 13 грудня 1814 у м. Бар-ле-Дюк. Його ім'я написано під Тріумфальною аркою.